# Olduvaià
Olduvaià és una manera d'anomenar la primera indústria humana, nascuda a l'Àfrica fa 2,7 milions d'anys (finals del Pliocè). Rep aquest apel·latiu d'un dels jaciments més importants on s'ha trobat aquesta indústria: la gorja d'Olduvai, a Tanzània. El terme olduvaià es pot considerar equivalent al que a fora de l'Àfrica s'ha anomenat preaxeulià, pebble culture (en anglès), pel fet de fer servir còdols principalment, o mode tècnic I; si bé, al continent africà, les restes arqueològiques són sensiblement més antigues. A Europa, l'olduvaià es correspon amb l'abbevil·lià.
Respecte a les primeres eines fabricades per homínids, existeixen certs interrogants que encara no han estat aclarits del tot. Primer hi ha la qüestió de quina va ser la primera espècie a elaborar eines i si aquest tret és suficient per a considerar l'espècie en qüestió a dins del gènere Homo. Tradicionalment, es considera descoberta per l'Homo habilis, però alguns investigadors creuen que també l'hauria pogut inventar l'Australopithecus boisei. En segon lloc, no es pot afirmar, almenys per als vestigis més antics, que es tracti d'eines fabricades per algú amb consciència del que feia.
Considerant la desaparició d'utillatge en materials peribles com la fusta o l'os, la tecnologia olduvaiana més pura es limita al còdol tallat (entès com a útil, com a nucli o com a ambdues coses) i l'ascla (retocada o no), encara que, a mesura que evoluciona, se li afegeixen nous tipus lítics, més especialitzats i sofisticats.
La segueix, a partir de fa 1,8 milions d'anys, la cultura de l'axeulià.

## Origen de la cultura olduvaiana
Entre els 3 i els 2 milions d'anys d'antiguitat, hi va haver un important canvi climàtic que, evidentment, va afectar el continent africà. Les conseqüències ambientals d'aquest canvi van ser un descens de les temperatures i de les precipitacions, propiciant el retrocés de la massa boscosa selvàtica i un augment dels ambients oberts de praderia o sabana. Aquestes alteracions podrien associar-se al naixement de la primera cultura, l'olduvaià, ja que els homínids van haver d'adaptar-se al nou entorn en el qual haurien de sobreviure. Entre altres coses, els homínids prehumans van haver de diversificar les seves fonts d'aliments i canviar les seves estratègies de protecció enfront dels depredadors, ja que a camp obert hi ha menys fruita i menys refugis.

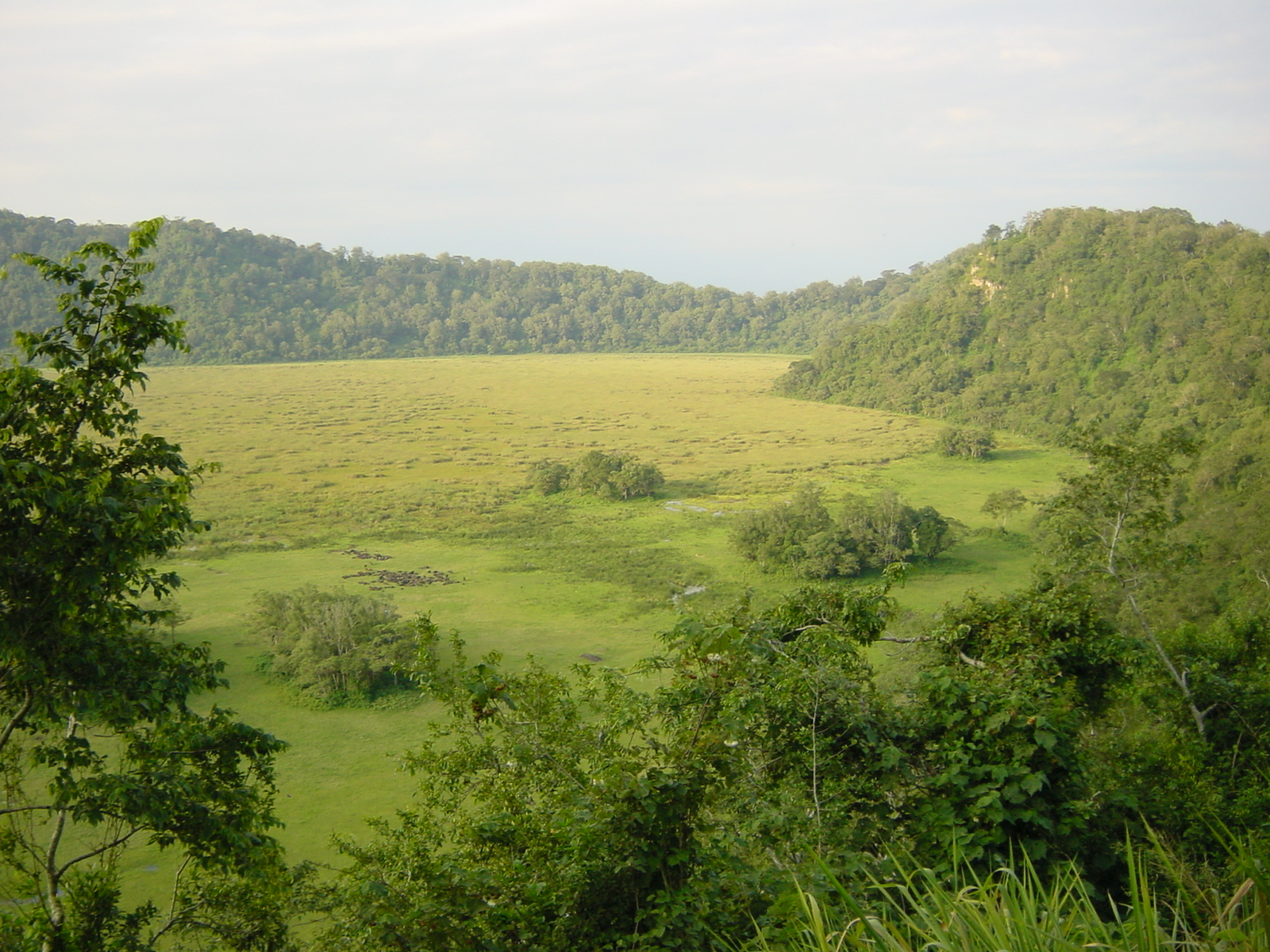
Paisatge mixt de bosc i praderia a l'Àfrica

El canvi climàtic i el naixement de l'olduvaià coincideixen, a més a més, amb un tercer factor, la decadència dels australopitecs gràcils, que havien aparegut a l'Àfrica oriental fa entre 6 i 4 milions d'anys i que, encara que indubtablement eren bípedes i es desenvolupaven en ambients mixts de bosc i sabana semblen dependre més dels arbres per a la seva supervivència (eren petits per a poder enfilar-se i la seva dentadura no era suficientment robusta com per a adaptar-se als aliments de praderia). Les últimes espècies d'aquesta família són A. garhi i A. africanus, que van desaparèixer pels volts dels 2,4 Ma, data molt semblant a la de l'aparició dels primers humans autèntics (com s'explica més avall), i lleugerament posterior a l'entrada en escena dels Australopithecus robustus o Parantrops.
Segons sembla, tant Homo com Paranthropus depenien menys dels boscs i estaven més ben preparats per a la supervivència en espais oberts, encara que per raons diferents. Els parantrops eren més corpulents, més forts, amb la qual cosa podien defensar-se millor dels atacs; a més a més, la seva mandíbula era més poderosa i l'esmalt de la seva dentició més gruixut, per la qual cosa podien subsistir amb els aliments més carregosos de la praderia (llavors, arrels, escorces, insectes, petits animalons i carronya). Els humans, gràcies al fet que disposaven d'eines, així com d'un avantatge social i material, supliren les seves carències somàtiques, o sigui, iniciaren la cultura olduvaiana (Plummer, op. cit. pàg. 122). Les indústries més antigues daten de 2,63 Ma com a mínim i, avui dia, és impossible emplenar l'espai entre les primeres eines i l'aparició de l'Homo (2,33 Ma).

## L'olduvaià inicial

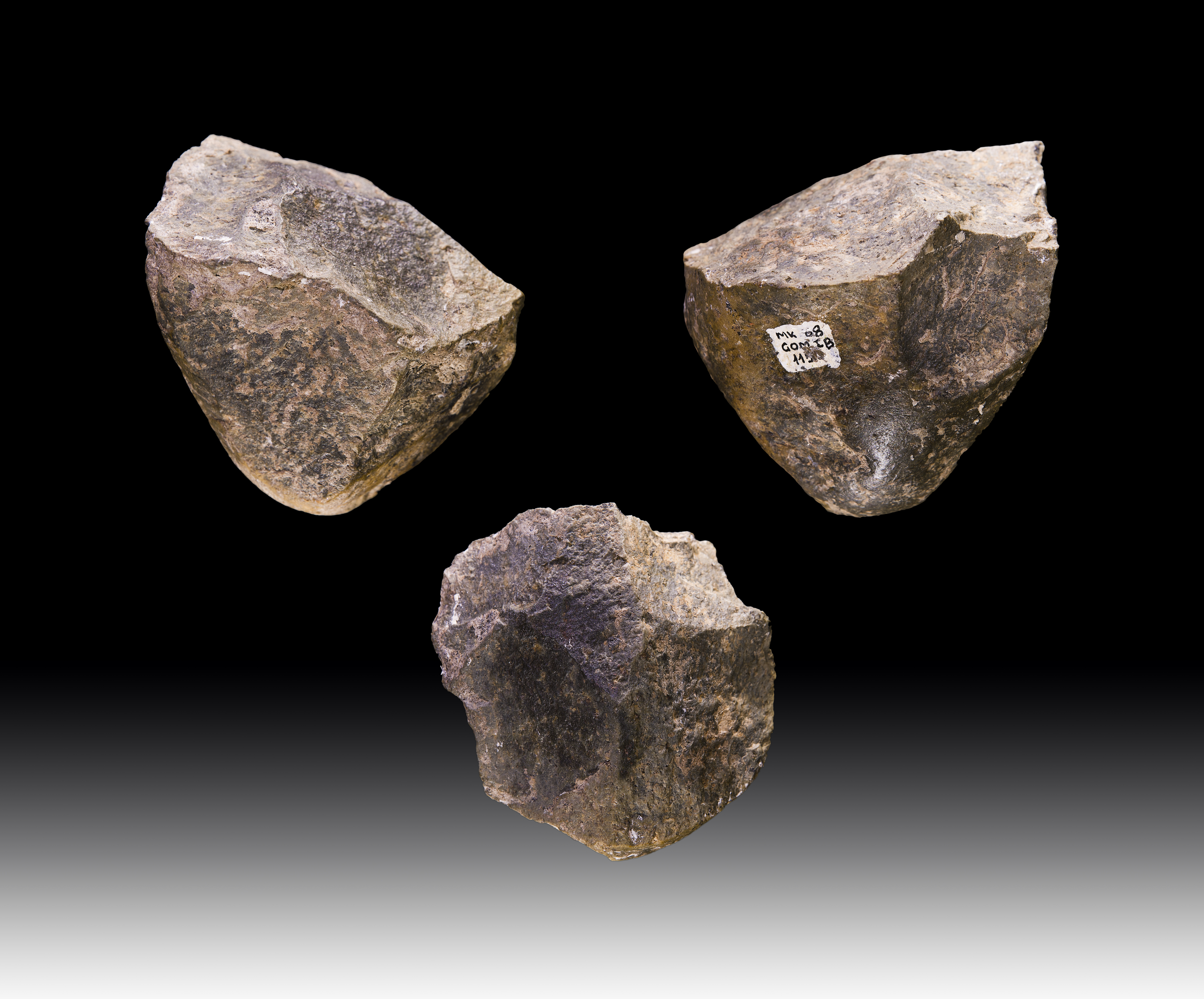
Còdol tallat: objecte de talla somera de l'olduvaià inicial

Almenys se'n diferencien dues fases que poden arribar a ser molt diferents: l'olduvaià inicial i l'olduvaià evolucionat.
L'anomenat olduvaià inicial, o «olduvaià pur» per antonomàsia, es dona abans d'1,5 Ma i s'associa a Homo habilis i Parantrop. Aquesta cultura va néixer segurament a Etiòpia fa entre 2,6 i 3 milions d'anys. i des d'allà es va estendre per l'actual Sàhara, la costa del Marroc i la vall del Rift a partir dels 2,5 Ma, i a Sud-àfrica a partir dels 2 Ma. L'ambient d'aquests territoris es caracteritzava en aquella època per la barreja de boscos i praderies, per la qual cosa, possiblement, els fabricants d'eines olduvaianes van ser farratjadors i carronyaires. Al principi, l'accés a cadàvers abandonats per depredadors, o morts per malaltia, era ocasional. Segurament, amb el temps, l'accés a la carn com a carronyaires es va fer més constant i organitzat. Tot i això, la caça no seria una opció de supervivència; només la recol·lecció assegurava la subsistència diària. L'Homo habilis seria fonamentalment vegetarià, farratjador i, marginalment, un carronyer ocasional que se servia de les seves eines per a poder tallar trossos de mida manejable amb la major rapidesa possible i, així, posar-se a cobert de seguida per a evitar l'enfrontament directe amb carnívors més poderosos. Aquests homínids van ser presa de grans carnívors, com qualsevol altre animal (Richard Leakey, 1981, op. cit., pàgines 76-77).
Encara que també hi hagi objectes d'os, són les eines lítiques les que serveixen per a definir els caràcters essencials de l'olduvaià. Els objectes tallats en pedra apareixen sobre matèries primeres i suports molt diversos (quars, quarsita, riolita, andesita, basalt, obsidiana i altres roques volcàniques, xert, sílex, etc.), i el percussor testimoniat és el dur, tant passiu (enclusa o percussor dorment), com actiu, així com la combinació d'ambdós. La talla pot ser, igualment, monofacial o bifacial (i és aquesta, especialment usual en els còdols tallats i els nuclis). Les peces més característiques són, al principi, simples blocs i resquills tallats anàrquicament; després, apareixen els percussors, els còdols tallats, els nuclis i les ascles. Molt probablement, els homínids coneixien perfectament el procés de fractura de les roques i eren capaços d'actuar amb certa previsió, obtenint productes preconcebuts i formalment estandarditzats. En general, es distingeixen succintament tres tipus d'objectes: les eines típiques, els objectes lítics amb marques d'ús i les deixalles d'asclat.
Visitaven el mateix lloc diverses vegades. En alguns llocs, s'hi podrien haver establert campaments, amb petits apilonaments de còdols (manuports) o cercles de pedres en forma de paviment, rodejats d'un muret de còdols, que podrien haver servit per a abastir-se d'aliments o protegir-se dels depredadors o de la intempèrie sostenint espines o paravents. Serien l'antecedent de les cabanyes.

## Olduvaià evolucionat

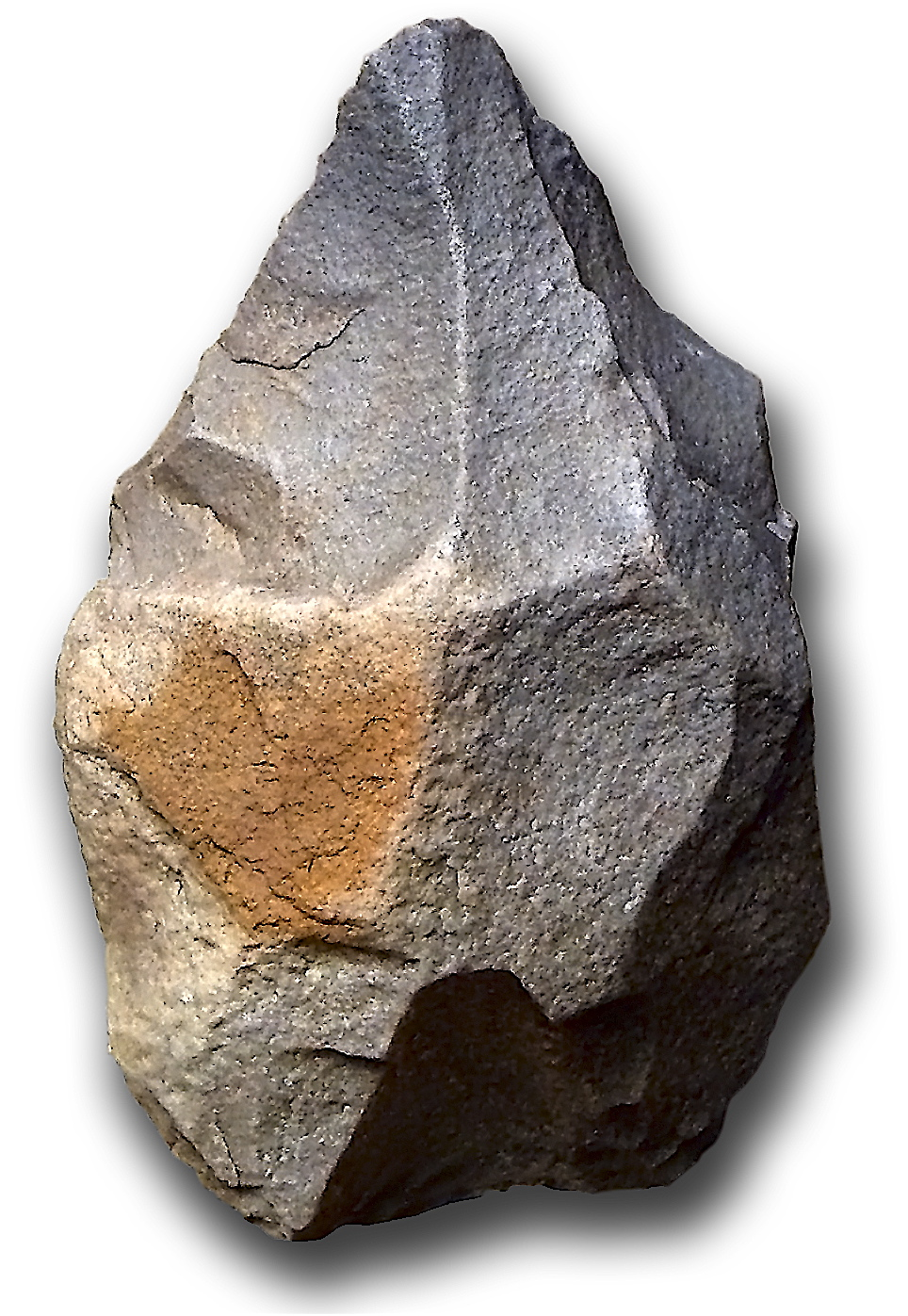
Protobifaç propi de l'olduvaià evolucionat

L'olduvaià evolucionat podria tractar-se d'una fase de canvi, de transició cap a l'axeulià o també un olduvaià aculturat, influït per la mencionada cultura, de la qual hauria adoptat alguns trets. Està marcat pel pas cap a una tecnologia més diversificada i cap a l'expansió a fora de l'Àfrica. S'originaria cap als 1,8 Ma i s'estendria per les mateixes zones que l'olduvaià inicial, sumant-hi l'Euràsia, fins als 700.000 anys. L'Homo erectus (sensu lato), espècie que caracteritza aquesta etapa, ja seria, a part de farratjador, un carronyer més sistemàtic i organitzat, capaç, almenys, de disputar, fins a cert punt, la carn a altres animals. El canvi d'una dieta vegetariana a una altra més omnívora -en què s'hi incloïa la carn amb certa freqüència- provoca una reducció de la mida de l'aparell digestiu, que és la part del cos que més energia consumeix. L'energia que s'estalviava amb aquest nou règim alimentari seria aprofitada pel cervell, que és l'òrgan que més calories gasta (noti's que, en un cas, hi parlem d'un sistema biològic i, en l'altre, només d'un òrgan, això va propiciar el seu ràpid creixement. La dieta omnívora i, sobretot, el consum de carn, també obliga a una major organització social: s'ha de cooperar i planificar més que no pas en el simple farratjar. És a dir, la interacció intragrupal dels humans es va fer més complexa i aquesta necessitat d'interaccionar més intensament necessitava un sistema de comunicació més sofisticat (llenguatge?).
En aquesta etapa, els conjunts lítics no sols inclouen nombrosos objectes de talla polifacial que, si no són nuclis, passen a denominar-se polièdrics o esferoides facetats. Apareixen els primers bifaços, encara que potser, seria més apropiat parlar de protobifaços, els pics trièdrics i certes eines especialitzades sobre ascla. Per exemple, ganivets, raclors, denticulats, perforadors toscos, encluses, etc. Les tècniques d'extracció també es perfeccionen, i hi apareix la talla discoide i, probablement la predeterminació, almenys parcial, de les ascles. Els còdols tallats eren, sobretot, nuclis i, per tant, deixalles de talla («Light-duty tools»). L'utillatge olduvaià servia per a descarnar ossos, tallar carn, segar plantes (gramínies) i treballar la fusta. Aquesta última dada indica, d'altra banda, que l'olduvaià incloïa entre les seves eines alguna peça de fusta.
La colonització de l'Euràsia es podria haver produït abans de l'aparició de l'axeulià (Plummer, 2004, op. cit., pàg. 126), tot i que també la podria haver provocat fa un milió i mig d'anys, el solapament de les dues tradicions culturals: una de més antiga i senzilla, l'olduvaià, i una altra de revolucionària -per a l'època- l'axeulià. És gairebé segur que va existir una competència ecològica en la qual l'axeulià tenia avantatge. Tot i això, l'olduvaià va sobreviure encara uns quants milers d'anys més. Així, és probable que la pressió axeuliana obligués els humans de tradició olduvaiana a marxar de l'Àfrica i començar la seva diàspora per la regió holàrtica. Tot i això, encara no se sap quantes onades migratòries n'hi va haver i quines van ser les rutes seguides.